# Underworld: Awakening
Underworld: Awakening (no Brasil, Anjos da Noite - O Despertar; em Portugal, Underworld: O Despertar) é um filme estadunidense de 2012, dos gêneros ação, fantasia e terror, dirigido por Mans Marlind e Bjorn Stein, com roteiro de Allison Burnett, John Hlavin e J. Michael Straczynski baseado nos personagens criados por Kevin Grevioux, Danny McBride e Len Wiseman.

## Sinopse
Quando a humanidade fica sabendo da existência dos clãs dos licantropos e dos vampiros, tem início uma guerra santa para exterminá-los. Para se defender, os clãs terão a liderança de Selene.

## Elenco
- Kate Beckinsale: Selene
- Scott Speedman: Michael Corvin
- Sandrine Holt: Lida
- Theo James: David
- Michael Ealy: Detetive Sebastian
- India Eisley: Eva (Eve)
- Robert Lawrenson: TBA
- Charles Dance: TBA
- Richard Cetrone: Lycan
- Kristen_Holden-Ried: Quint
- Ron Wear: Jack Fletcher
- William Francis: Oficial de Polícia
- Daniel Boileau: Pesquisador
- Panou: Policial
- Adam Greydon Reid: Alan
- Julia Rhodes: Técnica Antígeno
- Jeff Sanca: Motorista de Caminhão
- Christian Tessier: Guarda
- Stephen Rea: Dr. Jacob Lane
- Jesse Branden Dahl: Vampiro
- Marvin Duerkholz: Leroy

## Trilha sonora
1. Made of Stone (Renholdër Remix) – Evanescence
2. Heavy Prey – Lacey Sturm of Flyleaf feat. Geno Lenardo
3. Blackout (Renholdër Remix) – Linkin Park
4. Apart (Renholdër Remix) – The Cure
5. Killer & a Queen – Stella Katsoudas of Sister Soleil feat. Geno Lenardo
6. Watch Yourself (Renholdër Remix) – Ministry
7. Trip the Darkness (Ben Weinman Remix) – Lacuna Coil
8. Young Blood (Renholdër Remix) – The Naked and Famous
9. It Rapes All In Its Path – Black Light Burns
10. The Posthumous Letter – William Control
11. How’m I Supposed to Die- Civil Twilight
12. Consolation Prize – & SONS
13. Liar (Revenant mix by 8mm) – 8MM
14. You Won’t See The Light – Ryan T.Hope of The Lifeline feat. Geno Lenardo
15. Bottle of Pain – Combichrist
16. Intruder – Collide
17. Exit Wounds (Justin Lassen Remix) – Justin Lassen feat. Silent Fury